# Canower See
Der Canower See liegt in der Mecklenburgischen Seenplatte 11 Kilometer südöstlich von Mirow und 10 Kilometer südlich von Wesenberg im Süden Mecklenburg-Vorpommerns, an der Grenze zu Brandenburg; diese verläuft am Südufer des Sees.
Die Wasserfläche befindet sich vollständig auf dem Gemeindegebiet von Wustrow. Der Ortsteil Canow, der am nordwestlichen Ufer liegt, ist Namensgeber des Gewässers. Der See ist etwa 1800 Meter lang und bis zu 800 Meter breit. Er gliedert sich in ein ausgeprägtes Westbecken mit einer längeren Bucht nach Südwesten und in eine schmalere langgestreckte Osthälfte.
Zuflüsse hat der See im Nordwesten durch die Schleuse und Wehrstrecke Canow vom Labussee und im Südwesten vom Narchowsee. In Richtung Osten geht er in den Kleinen und Großen Pälitzsee über.
Der Canower See ist Bestandteil der 32 Kilometer langen Bundeswasserstraße Müritz-Havel-Wasserstraße der Wasserstraßenklasse I; zuständig ist das Wasserstraßen- und Schifffahrtsamt Eberswalde.
Am Canower See befand sich in den 1740er Jahren ein Sommersitz der Strelitzer Herzöge, den Prinz Friedrich – der spätere Preußenkönig – besuchte. Häufig wird dieses Haus in der Literatur als Jagdhaus bezeichnet. Vom Haus war ein weiter Blick über das Wasser möglich. Der Standort ist noch an dem bestehenden baumbestandenen Hügel erkennbar.